# Artur Guttmann
Pour les articles homonymes, voir Guttmann.
Artur Guttmann est un compositeur autrichien de musique de films, né le 27 août 1891 à Vienne et mort le 3 septembre 1945 à Hollywood (Californie).

## Filmographie partielle
- 1926 : Le Fils du cheik de George Fitzmaurice
- 1928 : Herkules Maier d'Alexander Esway
- 1929 : Mon cœur est un jazz band de Friedrich Zelnik
- 1929 : Poliche d'Olga Tchekhova
- 1930 : Der Andere de Robert Wiene
- 1930 : Liebe im Ring de Reinhold Schünzel
- 1931 : Ma cousine de Varsovie de Carmine Gallone
- 1931 : Danton de Hans Behrendt
- 1931 : Salto Mortale d'Ewald André Dupont
- 1931 : Sur le pavé de Berlin de Phil Jutzi
- 1932 : Scampolo, ein Kind der Straße de Hans Steinhoff
- 1933 : Un peu d'amour de Hans Steinhoff
- 1936 : Fräulein Lilli (en) de Max Neufeld, Hans Behrendt et Robert Wohlmuth
- 1938 : Toute la ville danse de Julien Duvivier
- 1940 : Cette femme est mienne de W. S. Van Dyke
- 1944 : Enemy of Women d'Alfred Zeisler